# Exposures - In Retrospect and Denial
Exposures - In Retrospect and Denial è una compilation della band melodic death metal svedese Dark Tranquillity, pubblicata nel 2004 dalla Century Media.
L'album contiene vecchie canzoni non pubblicate, canzoni rare e demo nel disco uno, e l'audio del DVD Live Damage nel disco due.

## Tracce

### Disco 1
1. Static – 4:40
2. The Poison Well – 4:08
3. Misery in Me – 4:40
4. In Sight – 4:11
5. Cornered – 3:59
6. Exposure – 3:52
7. No One – 4:41
8. Yesterworld – 7:29
9. Unfurled by Dawn – 7:31
10. Midwinter/Beyond Enlightenment – 5:43
11. Vernal Awakening – 5:21
12. Void of Tranquillity – 7:26

### Disco 2
1. The Wonders at Your Feet – 3:52
2. The Treason Wall – 3:35
3. Hedon – 4:39
4. White Noise/Black Silence – 4:14
5. Haven – 4:02
6. Punish My Heaven – 5:00
7. Monochromatic Stains – 3:43
8. Indifferent Suns – 3:40
9. Format C: For Cortex – 4:32
10. Insanity's Crescendo – 5:16
11. Hours Passed in Exile – 4:58
12. The Sun Fired Blanks – 4:33
13. Damage Done – 3:23
14. Lethe – 3:59
15. Not Built to Last – 3:49
16. Thereln – 5:34
17. Zodijackyl Light – 3:59
18. Final Resistance – 3:08
19. Ex Nihilo – 2:05

- Registrazione del concerto tenutosi a Cracovia, Polonia, il 7 ottobre 2002.